# Florent Serra
Florent Serra (Bordeaux, 28 febbraio 1981) è un ex tennista francese.
Serra entra nel circuito professionistico nel 2000 ma la sua affermazione fra i primi 250 del mondo avviene nel 2002 da allora Serra ha continuato la sua ascesa stabilendosi intorno alla cinquantesima-centesima posizione. Il suo più alto piazzamento nel ranking risale al 26 giugno 2006 quando raggiunse la posizione numero 36 nel ranking ATP. Nel 2007, chiuso all'87ª posizione, ha solamente raggiunto i quarti di finale nei tornei ATP di Mosca e Amersfoort e nel challenger di Pusan.
Florent Serra ha vinto quattro titoli nella sua carriera: 2 tornei ATP e 2 challenger.

## Statistiche

### Singolare

#### Vittorie (2)
| Legenda                |
| Grande Slam (0)        |
| Tennis Masters Cup (0) |
| ATP Masters Series (0) |
| ATP Tour (2)           |

| Nr. | Data              | Torneo                                           | Superficie  | Avversario     | Risultato     |
| 1.  | 18 settembre 2005 | BCR Open Romania, Bucarest                       | Terra rossa | Igor' Andreev  | 6-4, 7–6(5)   |
| 2.  | 8 gennaio 2006    | Next Generation Adelaide International, Adelaide | Cemento     | Xavier Malisse | 4–6, 6–3, 6–2 |

#### Finali perse (1)
| Legenda                |
| Grande Slam (0)        |
| Tennis Masters Cup (0) |
| ATP Masters Series (0) |
| ATP Tour (1)           |

| Nr. | Data           | Torneo                           | Superficie  | Avversario          | Risultato |
| 1.  | 12 aprile 2009 | Grand Prix Hassan II, Casablanca | Terra rossa | Juan Carlos Ferrero | 6–4, 7–5  |

| Sigla | Risultato               |
| ----- | ----------------------- |
| V     | Vincitore               |
| F     | Finalista               |
| SF    | Semifinalista           |
| O     | Oro olimpico            |
| A     | Argento olimpico        |
| SF    | Bronzo olimpico         |
| QF    | Quarti di Finale        |
| 4T    | Quarto turno            |
| 3T    | Terzo turno             |
| 2T    | Secondo turno           |
| 1T    | Primo turno             |
| RR    | Round Robin             |
| LQ    | Turno di qualificazione |
| A     | Assente                 |
| ND    | Non disputato           |

| Legenda superfici    |
| -------------------- |
| Cemento              |
| Terra battuta        |
| Erba                 |
| Superficie variabile |

### Risultati in progressione
| Torneo                     | 2004 | 2005 | 2006 | 2007 | 2008 | 2009 | 2010 | 2011 | 2012 | 2013 | V–S   |
| -------------------------- | ---- | ---- | ---- | ---- | ---- | ---- | ---- | ---- | ---- | ---- | ----- |
| Tornei Grande Slam         |      |      |      |      |      |      |      |      |      |      |       |
| Australian Open, Melbourne | A    | 1T   | 1T   | 2T   | 2T   | 1T   | 3T   | 1T   | 2T   | A    | 5–8   |
| Roland Garros, Parigi      | 1T   | 2T   | 2T   | 2T   | 3T   | 1T   | 2T   | 1T   | 2T   | 1T   | 7–10  |
| Wimbledon, Londra          | A    | A    | 1T   | 2T   | 2T   | 1T   | 2T   | 1T   | 2T   | A    | 4–7   |
| US Open, New York          | A    | 2T   | 1T   | 2T   | 2T   | 2T   | 2T   | A    | 1T   | 1T   | 5–8   |
| Vittorie–Sconfitte         | 0-1  | 2-3  | 1-4  | 4–4  | 5–4  | 1–4  | 5–3  | 0–3  | 3–4  | 0–2  | 21–33 |